# Mannschaftskader der österreichischen Staatsliga A im Schach 1989/90
Die österreichische Schachstaatsliga A 1989/90 hatte folgende Spielermeldungen und Einzelergebnisse.
Aufgelistet sind nur Spieler, die mindestens einen Einsatz in der Saison hatten. In Einzelfällen kann die Reihenfolge von der hier angegebenen abweichen. Die Ergebnisse der Play-offs sind berücksichtigt.

## Legende
Die nachstehenden Tabellen enthalten folgende Informationen:
- Nr.: Ranglistennummer.
- Titel: FIDE-Titel zu Saisonbeginn (Eloliste vom Juli 1989); GM = Großmeister, IM = Internationaler Meister, FM = FIDE-Meister, WGM = Großmeister der Frauen, WIM = Internationaler Meister der Frauen, WFM = FIDE-Meister der Frauen, CM = Candidate Master, WCM = Candidate Master der Frauen
- Elo: (FIDE-)Elo-Zahl zu Saisonbeginn (Eloliste vom Juli 1989); wenn diese Zahl eingeklammert ist, so handelt es sich nicht um eine FIDE-Elo, sondern um eine österreichische Elozahl.
- Nation: Nationalität gemäß Eloliste vom Juli 1989
- G: Anzahl Gewinnpartien (kampflose Siege werden in den Einzelbilanzen berücksichtigt)
- R: Anzahl Remispartien
- V: Anzahl Verlustpartien (kampflose Niederlagen werden in den Einzelbilanzen nicht berücksichtigt)
- Pkt.: Anzahl der erreichten Punkte
- Partien: Anzahl der gespielten Partien
- Elo-Perf.: Turnierleistung der Spieler mit mindestens fünf Partien
- Normen: Erspielte Normen für FIDE-Titel

## SK Merkur Graz
| Nr. | Titel | Name              | Elo  | Nation      | G | R  | V | Pkt. | Partien | Elo- Perf. | Normen |
| --- | ----- | ----------------- | ---- | ----------- | - | -- | - | ---- | ------- | ---------- | ------ |
| 01  | GM    | Milan Vukić       | 2500 | Jugoslawien | 3 | 7  | 1 | 6,5  | 11      | 2440       |        |
| 02  | IM    | Mirko Jukić       | 2440 | Jugoslawien | 0 | 3  | 0 | 1,5  | 03      |            |        |
| 03  | IM    | Alexander Fauland | 2455 | Österreich  | 5 | 2  | 3 | 6    | 10      | 2405       |        |
| 04  | IM    | Walter Wittmann   | 2400 | Österreich  | 3 | 11 | 0 | 8,5  | 14      | 2354       |        |
| 05  | IM    | Walter Pils       | 2355 | Österreich  | 3 | 10 | 1 | 8    | 14      | 2298       |        |
| 06  | FM    | Horst Watzka      | 2330 | Österreich  | 1 | 3  | 0 | 2,5  | 04      |            |        |

## SK Baden
| Nr. | Titel | Name             | Elo  | Nation      | G | R | V | Pkt. | Partien | Elo- Perf. | Normen |
| --- | ----- | ---------------- | ---- | ----------- | - | - | - | ---- | ------- | ---------- | ------ |
| 01  |       | Khaled Mahdy     | 2360 | Ägypten     | 3 | 8 | 2 | 7    | 13      | 2429       |        |
| 02  | FM    | Reinhard Lendwai | 2330 | Österreich  | 3 | 6 | 4 | 6    | 13      | 2315       |        |
| 03  |       | Stefan Brandner  | 2305 | Österreich  | 7 | 1 | 4 | 7,5  | 12      | 2357       |        |
| 04  |       | Juri Sinowjew    | 2250 | Sowjetunion | 4 | 6 | 3 | 7    | 13      | 2326       |        |
| 05  | FM    | Franz Stoppel    | 2235 | Österreich  | 1 | 2 | 2 | 2    | 05      | 2208       |        |

## SK Hietzing Wien
| Nr. | Titel | Name              | Elo  | Nation     | G | R | V | Pkt. | Partien | Elo- Perf. | Normen |
| --- | ----- | ----------------- | ---- | ---------- | - | - | - | ---- | ------- | ---------- | ------ |
| 01  | IM    | Michael Schlosser | 2430 | Österreich | 4 | 4 | 4 | 6    | 12      | 2351       |        |
| 02  | FM    | Adolf Herzog      | 2375 | Österreich | 0 | 2 | 2 | 1    | 04      |            |        |
| 03  | FM    | Karl Janetschek   | 2345 | Österreich | 3 | 9 | 2 | 7,5  | 14      | 2357       |        |
| 04  | FM    | Ernst Swoboda     | 2305 | Österreich | 0 | 2 | 0 | 1    | 02      |            |        |
| 05  | FM    | Gerhard Schroll   | 2250 | Österreich | 7 | 3 | 2 | 8,5  | 12      | 2403       |        |
| 06  |       | Herbert Zöbisch   | 2215 | Österreich | 2 | 5 | 3 | 4,5  | 10      | 2221       |        |
| 07  |       | Ferdinand Ploner  | 2250 | Österreich | 1 | 1 | 0 | 1,5  | 02      |            |        |

## WSV-ATSV Ranshofen
| Nr. | Titel | Name             | Elo  | Nation      | G | R | V | Pkt. | Partien | Elo- Perf. | Normen |
| --- | ----- | ---------------- | ---- | ----------- | - | - | - | ---- | ------- | ---------- | ------ |
| 01  | IM    | Arne Dür         | 2390 | Österreich  | 4 | 5 | 2 | 6,5  | 11      | 2443       |        |
| 02  |       | Harald Herndl    | 2275 | Österreich  | 6 | 4 | 4 | 8    | 14      | 2412       |        |
| 03  | FM    | Gáspár Máthé     | 2270 | Ungarn      | 2 | 1 | 0 | 2,5  | 03      |            |        |
| 04  |       | Ulrich Fößmeier  | 2310 | Deutschland | 2 | 8 | 2 | 6    | 12      | 2297       |        |
| 05  |       | Werner Dür       | 2290 | Österreich  | 2 | 2 | 3 | 3    | 07      | 2163       |        |
| 06  | FM    | Franz Hager      | 2315 | Österreich  | 2 | 0 | 3 | 2    | 05      |            |        |
| 07  |       | Christoph Singer |      | Österreich  | 0 | 0 | 1 | 0    | 01      |            |        |
| 08  |       | Peter Kutlesa    |      | Österreich  | 1 | 0 | 1 | 1    | 02      |            |        |
| 09  |       | Josef Ager       | 2260 | Österreich  | 0 | 1 | 0 | 0,5  | 01      |            |        |

## SK Austria Wien
| Nr. | Titel | Name            | Elo  | Nation           | G | R | V | Pkt. | Partien | Elo- Perf. | Normen |
| --- | ----- | --------------- | ---- | ---------------- | - | - | - | ---- | ------- | ---------- | ------ |
| 01  | GM    | Ján Plachetka   | 2430 | Tschechoslowakei | 2 | 5 | 2 | 4,5  | 09      | 2439       |        |
| 02  | FM    | Peter Roth      | 2355 | Österreich       | 3 | 4 | 2 | 5    | 09      | 2379       |        |
| 03  |       | Karl Grillitsch | 2255 | Österreich       | 3 | 7 | 1 | 6,5  | 11      | 2342       |        |
| 04  |       | Michael Sader   |      | Österreich       | 1 | 2 | 2 | 2    | 05      | 2221       |        |
| 05  |       | Alfred Wallner  | 2250 | Österreich       | 1 | 0 | 3 | 1    | 04      |            |        |
| 06  | FM    | Walter Braun    | 2245 | Österreich       | 1 | 0 | 0 | 1    | 01      |            |        |
| 07  |       | Emil Bukacek    |      | Österreich       | 1 | 2 | 1 | 2    | 04      |            |        |

## SG ASK/KSV Klagenfurt
| Nr. | Titel | Name          | Elo  | Nation     | G | R | V | Pkt. | Partien | Elo- Perf. | Normen |
| --- | ----- | ------------- | ---- | ---------- | - | - | - | ---- | ------- | ---------- | ------ |
| 01  | GM    | Karl Robatsch | 2400 | Österreich | 2 | 3 | 4 | 3,5  | 09      | 2263       |        |
| 02  | IM    | Franz Hölzl   | 2360 | Österreich | 4 | 3 | 4 | 5,5  | 11      | 2338       |        |
| 03  | FM    | Kurt Petschar | 2290 | Österreich | 4 | 3 | 1 | 5,5  | 08      | 2464       |        |
| 04  | FM    | Heimo Titz    | 2240 | Österreich | 1 | 3 | 3 | 2,5  | 07      | 2141       |        |
| 05  |       | Guido Kaspret | 2300 | Österreich | 2 | 4 | 2 | 4    | 08      |            |        |
| 06  | FM    | Hans Singer   | 2275 | Österreich | 1 | 0 | 0 | 1    | 01      |            |        |

## SK Absam
| Nr. | Titel | Name             | Elo  | Nation     | G | R | V | Pkt. | Partien | Elo- Perf. | Normen |
| --- | ----- | ---------------- | ---- | ---------- | - | - | - | ---- | ------- | ---------- | ------ |
| 01  |       | Wilhelm Thoma    |      | Österreich | 4 | 3 | 1 | 5,5  | 08      | 2427       |        |
| 02  |       | Dieter Pilz      | 2300 | Österreich | 0 | 0 | 2 | 0    | 02      |            |        |
| 03  |       | Raffi Topakian   | 2285 | Österreich | 2 | 6 | 1 | 5    | 09      | 2392       |        |
| 04  |       | Fred Feistenauer | 2300 | Österreich | 1 | 6 | 2 | 4    | 09      | 2248       |        |
| 05  |       | Bernhard Laube   | 2275 | Österreich | 3 | 4 | 4 | 5    | 11      | 2264       |        |
| 06  |       | Michael Gerhold  |      | Österreich | 1 | 1 | 2 | 1,5  | 04      |            |        |

## SK Schwaz
| Nr. | Titel | Name                 | Elo  | Nation      | G | R | V | Pkt. | Partien | Elo- Perf. | Normen |
| --- | ----- | -------------------- | ---- | ----------- | - | - | - | ---- | ------- | ---------- | ------ |
| 01  | FM    | Vladimir Kostić      | 2350 | Jugoslawien | 4 | 4 | 3 | 6    | 11      | 2438       |        |
| 02  | FM    | Ernst Weinzettl      | 2270 | Österreich  | 6 | 3 | 2 | 7,5  | 11      | 2463       |        |
| 03  |       | Adolf Denk           | 2255 | Österreich  | 3 | 5 | 3 | 5,5  | 11      | 2252       |        |
| 04  |       | Siegfried Neuschmied |      | Österreich  | 0 | 1 | 3 | 0,5  | 04      |            |        |
| 05  |       | Peter Astl           |      | Österreich  | 0 | 2 | 2 | 1    | 04      |            |        |
| 06  |       | Bernhard Mayr        |      | Österreich  | 0 | 1 | 2 | 0,5  | 03      |            |        |

## SK VÖEST Linz
| Nr. | Titel | Name                 | Elo  | Nation     | G | R | V | Pkt. | Partien | Elo- Perf. | Normen |
| --- | ----- | -------------------- | ---- | ---------- | - | - | - | ---- | ------- | ---------- | ------ |
| 01  | FM    | Heinz Baumgartner    | 2365 | Österreich | 3 | 5 | 3 | 5,5  | 11      | 2420       |        |
| 02  | FM    | Alfred Felsberger    | 2315 | Österreich | 1 | 4 | 6 | 3    | 11      | 2173       |        |
| 03  |       | Heinrich Rolletschek | 2405 | Österreich | 2 | 3 | 3 | 3,5  | 08      | 2227       |        |
| 04  |       | Peter Kranzl         | 2315 | Österreich | 1 | 4 | 2 | 3    | 07      | 2234       |        |
| 05  |       | Horst Niedermayr     | 2235 | Österreich | 1 | 2 | 1 | 2    | 04      |            |        |
| 06  |       | Ernst Schüller       | 2220 | Österreich | 4 | 0 | 4 | 4    | 08      | 2311       |        |
| 07  |       | Rudolf Brandl        |      | Österreich | 4 | 3 | 0 | 5,5  | 07      |            |        |

## SK Flötzersteig-Breitensee
| Nr. | Titel | Name                  | Elo  | Nation     | G | R | V | Pkt. | Partien | Elo- Perf. | Normen |
| --- | ----- | --------------------- | ---- | ---------- | - | - | - | ---- | ------- | ---------- | ------ |
| 01  | IM    | Andreas Dückstein     | 2355 | Österreich | 1 | 9 | 4 | 5,5  | 14      | 2332       |        |
| 02  | FM    | Leo Kwatschewsky      | 2355 | Österreich | 2 | 7 | 4 | 5,5  | 13      | 2258       |        |
| 03  |       | Andreas Druckenthaner | 2295 | Österreich | 3 | 6 | 2 | 6    | 11      | 2266       |        |
| 04  |       | Erich Wohlmann        |      | Österreich | 4 | 4 | 4 | 6    | 12      | 2265       |        |
| 05  |       | Oswald Seuß           |      | Österreich | 1 | 5 | 0 | 3,5  | 06      |            |        |

## SC Donaustadt
| Nr. | Titel | Name              | Elo  | Nation     | G | R | V | Pkt. | Partien | Elo- Perf. | Normen |
| --- | ----- | ----------------- | ---- | ---------- | - | - | - | ---- | ------- | ---------- | ------ |
| 01  | FM    | Heinrich Eisterer | 2325 | Österreich | 2 | 3 | 9 | 3,5  | 14      | 2218       |        |
| 02  |       | Anton Stummer     | 2315 | Österreich | 1 | 1 | 2 | 1,5  | 04      |            |        |
| 03  | FM    | Franz Schuh       | 2290 | Österreich | 4 | 5 | 0 | 6,5  | 09      | 2474       |        |
| 04  |       | Lothar Lockl      | 2235 | Österreich | 4 | 2 | 6 | 5    | 12      | 2245       |        |
| 05  | IM    | Alfred Beni       | 2235 | Österreich | 0 | 4 | 2 | 2    | 06      | 2153       |        |
| 06  |       | Rene Schwab       |      | Österreich | 1 | 5 | 2 | 3,5  | 08      |            |        |
| 07  |       | Gerhard Holzer    |      | Österreich | 1 | 1 | 0 | 1,5  | 02      |            |        |
| 08  |       | Helmut Kummer     | 2265 | Österreich | 0 | 1 | 0 | 0,5  | 01      |            |        |

## Casino Salzburg
| Nr. | Titel | Name               | Elo  | Nation      | G | R  | V | Pkt. | Partien | Elo- Perf. | Normen |
| --- | ----- | ------------------ | ---- | ----------- | - | -- | - | ---- | ------- | ---------- | ------ |
| 01  | IM    | Egon Brestian      | 2465 | Österreich  | 4 | 6  | 2 | 7    | 12      | 2412       |        |
| 02  | FM    | Reinhard Hanel     | 2375 | Österreich  | 2 | 10 | 2 | 7    | 14      | 2349       |        |
| 03  |       | Heinz Peterwagner  |      | Österreich  | 2 | 7  | 5 | 5,5  | 14      | 2213       |        |
| 04  | FM    | Engelbert Schöppl  | 2315 | Österreich  | 2 | 1  | 1 | 2,5  | 04      |            |        |
| 05  |       | Oleg Jewdokimow    |      | Sowjetunion | 1 | 0  | 2 | 1    | 03      |            |        |
| 06  |       | Arthur Hinteregger |      | Österreich  | 1 | 2  | 1 | 2    | 04      |            |        |
| 07  |       | Hans Petschar      |      | Österreich  | 0 | 1  | 1 | 0,5  | 02      |            |        |
| 08  |       | Alarich Lenz       |      | Österreich  | 0 | 3  | 3 | 1,5  | 03      |            |        |